# Toward Independence
Toward Independence (dt. Gegen Unabhängigkeit) ist ein US-amerikanischer Dokumentar-Kurzfilm von 1948, bei dem George L. George Regie führte. Bei der Dokumentation handelt es sich um eine Produktion der U.S. Army.
Der Film thematisiert unter anderem den Weg, den schwer verwundete Soldaten gehen müssen, um wieder ins normale Leben zurückzufinden. Gezeigt wird eine Krankenstation und wie gewöhnungsbedürftig es beispielsweise ist, sich in einen Rollstuhl zu hieven.

## Auszeichnungen
Toward Independence wurde auf der Oscarverleihung 1949 mit einem Oscar in der Kategorie „Bester Dokumentar-Kurzfilm“ ausgezeichnet.